# Le Barcarès
Le Barcarès is een gemeente in het Franse departement Pyrénées-Orientales (regio Occitanie). De plaats maakt deel uit van het arrondissement Perpignan. Le Barcarès telde op 1 januari 2022 6.203 inwoners.
In 1930 werd Le Barcarès afgescheiden van Saint-Laurent-de-la-Salanque om een aparte gemeente te vormen.

## Geografie
De oppervlakte van Le Barcarès bedroeg op 1 januari 2022 11,65 vierkante kilometer; de bevolkingsdichtheid was toen 532,4 inwoners per km². De gemeente ligt in Salanque, de vlakke kuststrook in Roussillon die vroeger bestond uit zoutmoerassen. De gemeente ligt tussen de Middellandse Zee en de lagune Étang de Leucate. In het zuiden vormt de rivier Agly de gemeentegrens.

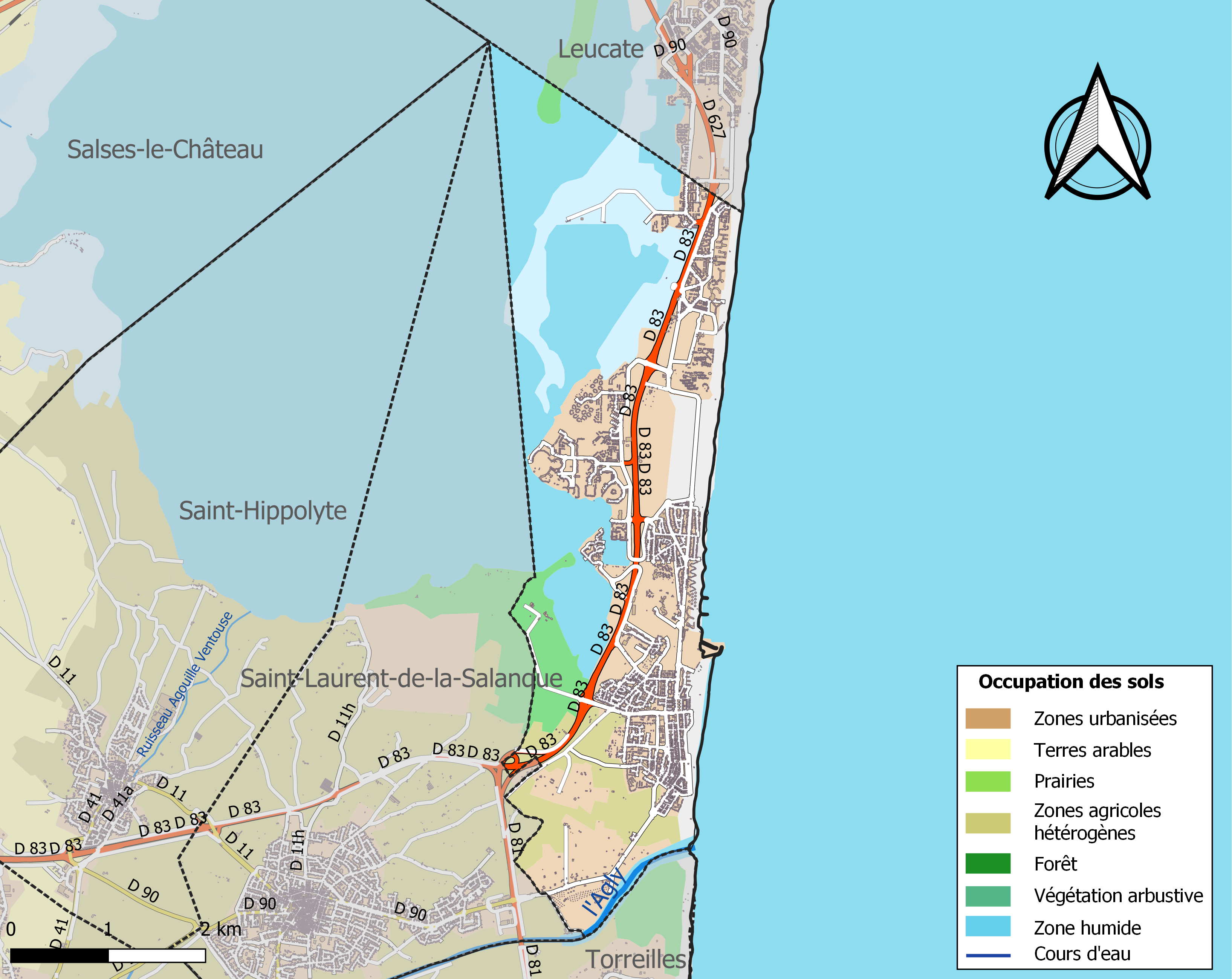
Kaart van de gemeente met de belangrijkste infrastructuur, bodemgebruik en omliggende gemeenten

## Demografie
Onderstaande figuur toont het verloop van het inwonertal (bron: INSEE-tellingen).